# Municipio de Danville (Arkansas)
El municipio de Danville (en inglés: Danville Township) es un municipio ubicado en el condado de Yell en el estado estadounidense de Arkansas. En el año 2010 tenía una población de 2882 habitantes y una densidad poblacional de 30,51 personas por km².

## Geografía
El municipio de Danville se encuentra ubicado en las coordenadas 35°2′54″N 93°23′29″O / 35.04833, -93.39139. Según la Oficina del Censo de los Estados Unidos, el municipio tiene una superficie total de 94.45 km², de la cual 92.44 km² corresponden a tierra firme y (2.14%) 2.02 km² es agua.

## Demografía
Según el censo de 2010, había 2882 personas residiendo en el municipio de Danville. La densidad de población era de 30,51 hab./km². De los 2882 habitantes, el municipio de Danville estaba compuesto por el 70.02% blancos, el 2.08% eran afroamericanos, el 0.62% eran amerindios, el 1.49% eran asiáticos, el 0.03% eran isleños del Pacífico, el 22.73% eran de otras razas y el 3.02% pertenecían a dos o más razas. Del total de la población el 48.06% eran hispanos o latinos de cualquier raza.